# 優しい人なら解ける クイズやさしいね
『優しい人なら解ける クイズやさしいね』（やさしいひとならとける クイズやさしいね）は、フジテレビ系列で2015年11月3日から2017年3月21日まで放送されていたクイズバラエティ番組である。全36回。放送時間は毎週火曜日 19:57 - 20:54（JST）。
レギュラー放送開始前の2015年9月26日の23:10 - 翌0:10にはパイロット版が放送された。

## 概要
知識ではなく「優しい気持ち」があれば答えられるのをコンセプトに、さまざまな事柄の「優しい」理由について出題するクイズ番組であり、「世の中にあふれる意外と知らない“やさしさ”を発見して、あたたかい気持ちになれる番組」をコンセプトとしている。
司会の内村光良は月曜20時台の『痛快TV スカッとジャパン』と合わせ、2日連続でフジテレビ系列同時間帯の司会を担当することになった。
2017年3月21日をもって、番組は終了した。同年4月から『潜在能力テスト』が放送されている。

## 基本ルール・進行
多種多様なグッズや設備、施設や制度などに使われている、使っている人や環境などに配慮した「やさしい」アイデアや、視聴者から寄せられた「やさしい」エピソードに関して、どういう仕組みなのかやどういった意味があるのかを当てる。
問題は個人戦となっており、全問筆記で解答する。問題前には毎回「やさしいあなたにお聞きします」というフレーズから始まり、VTR終了後のスタジオヒントとして内村に正解が明かされ、その反応や解答者とのやりとりを元に考える。また、シンキングタイム中には関係者から寄せられた、出演者の「やさしい」・「やさしくない」エピソードや、モニター回答者のやさしい誤答が紹介されることがある。
解答はモニター筆記式になっており、誤答はハートマークに「違うよ」、（第7回放送より）惜しい場合は（第8回放送より青文字で）「惜しい」と表示される。全員の答えを見た後、全員不正解だった場合は挙手制による解答を行い、正解者が出るまで行われる。
正解VTRには毎回「やさしい理由について解説致しましょう」というフレーズから始まり、毎回「皆さん、このやさしさ解りましたか」というフレーズで締め括る。VTR終了後は、その正解の内容が「やさしい」かを自席のボタンを押して加点形式で評価（押せる回数は無制限）。合計100「やさしいね」（100点）以上で「やさしい問題」に認定される。
データ放送ではVTR終了後のタイミングでリモコンの決定ボタンを連打することでその出題内容が「やさしい」かを評価することができる（押せる回数は無制限だが最高999「やさしいね」まで貯めておくことができる）。
「やさしい」エピソードに関するクイズ出題案の投稿採用（いわゆる情報提供者）は賞金3万円だが、2016年4月5日分から6月7日分までは「投稿した問題に与えられたやさしいね数×100円」が賞金となっていた。また、「スピードやさしい」の投稿採用は賞金1万円が贈呈される。
VTRは随時画面の右下に「ココロトゲトゲくん」（声：小峠英二〈バイきんぐ〉）というキャラクターが現れてひねくれた顔で野次を飛ばすが、正解となる「やさしい」意味が発表されると、多くのハートに包まれた後に柔らかな顔となって優しい口調（敬語など）となり、その優しさを褒め称える。なお、パイロット版とレギュラー版ではデザインが異なっている。パイロット版では鼻は赤く、出現時は顔が青いが正解の発表後は肌色になる。一方レギュラー版ではずっと肌色のままで鼻も赤くない。服装はパイロット版では黒い服だが、レギュラー版ではワイシャツにネクタイである。また、タッチもパイロット版ではCGのようだったが、レギュラー版では手描きに近い感じである。
優勝の判定は、通常のクイズ番組同様正解数に加え、誤答であってもやさしい発想の解答をした人や、収録中にやさしさを感じる言動をした人、紹介されたやさしいエピソードが良かったといった評価を加味し、内村が独断で決定する。また、正解数が一番多かった人は「成績トップ賞」として別途表彰される。
優勝者は解答者のみならず、事前の一般正解率を算出するために解答してくれたモニター回答者や、司会の内村自身も含めて優勝の可能性があることを宣言しており、実際にモニター回答者が優勝した例もある。
2016年4月 - 9月は『人気者から学べ そこホメ!?』、2016年10月以降は『今夜はナゾトレ』との交互での2時間スペシャルの編成が多くなり、1時間枠で放送されたのは2016年2月23日が最後だった。正解数が一番多かった人は「成績トップ賞」として別途表彰の廃止及び内村が出演者の中で面白い回答をした人を選ぶ「ナンバーワンやさしい」の発表が廃止された。
特番でのルール
個人戦
坂上・日村を加えた14組を、7組ずつA・Bブロックに振り分け、各ブロックに同じ問題数を出題。坂上・日村はA・Bブロック各1枠に座り、ブロック内をまとめるキャプテンとしても進行する。
Bブロック終了後、正解数や言動を元に内村の判断で14組の中から決勝進出者7組（特番第5回以降は内村の判断で選ばれた6組＋敗者復活クイズに正解した1組）を決定。決勝では進出順に1枠から座り、決勝に挑戦。全問終了後、予選での言動・成績や街角やさしいランキングを元に予選敗退者も含めて内村が優勝を決定する。
待機中の7組も、シンキングタイム中に答えが分かった場合は挙手制となり、司会の内村が持っているメガホンを通じて耳打ちで解答する。
なお、途中であまりにも言動がひどかった場合は予選途中でも内村の判断で「予選敗退」が宣告されることや、即席でペアを結成して決勝進出するケースもある。
チーム対抗戦
坂上・日村を加えた10組を、5組ずつ「やさしそうチーム（街角やさしいランキング上位） VS やさしくなさそうチーム（街角やさしいランキング下位）」、「女性チーム（助っ人として日村も参加） VS 男性チーム」など、2チームに分けて対戦する。全員の合計得点が高いチームが勝利となる。また、これまで同様内村の独断で「ナンバーワンやさしい（個人優勝）」も決定する。
2016年7月19日の3時間スペシャルの場合
1チーム5組として「日村チーム」「坂上チーム」で対決。獲得ポイントが多かったチームが優勝となり、賞金100万円を賭けたチャレンジステージに挑戦。チャレンジステージではやくみつる率いる「クイズ王チーム」と対決し、勝つことができれば賞金100万円を獲得。ただし、クイズ王チームが勝利した場合は両者とも賞金は獲得できない。

## 主なクイズ（コーナー）
スピードやさしい
シンプルな「やさしい」アイデアや、視聴者から寄せられた「やさしい」エピソードを当てる。事前に行った出演者の「街角やさしいランキング（街角で聞いたやさしいと思う人）」順に整列した状態でテーブルに並び、解った人は挙手。内村から指名された人が解答する。通常問題同様正解するまで行われる。
早抜け3ヒントやさしい
早抜け形式で行う問題。ある「やさしい」問題について、分かった人からモニターに解答を書き、早押しで答える。ヒントは時間経過とともに発表される。
得点は最初のヒント時間帯で30点、次のヒント時間帯で20点、最後のヒント時間帯で10点。時間切れの場合当初は0点だったが、チーム対抗戦になってからは-10点となった。
チーム対抗!勝ち抜き!最新やさしい
スペシャルのチーム対抗戦で実施。各チーム1人ずつ代表が最新のアイテムに関する「やさしい」アイデアを早押しで答える。正解すれば残り、負けた方は次の回答者へ交代。先に5人全員を倒したチームが50ポイント（1問正解につき10ポイント×5問）、負けたチームも正解数×10ポイント獲得。
ご指名やさしい
1チームごとにある施設に隠されたやさしい問題を5問連続で出題。1問ごとにキャプテンがチームメンバーの中から正解できそうな人を1人指名（1度指名した人は選択不可）。口頭で解答し、正解すれば10ポイント。さらに、5問全て正解できれば倍の100ポイント獲得。
アンケートやさしい
20・30代、40・50代、60・70代の各100人に、やさしさに関するアンケートを実施。その各世代ベスト5を当てる。各チーム交互に代表者が回答し、ランキングに入っていれば正解となり、入っていた世代の数×10ポイント獲得。ランキングの項目は色分けされており、同じ答えは同じ色になっているため、ヒントとなる。各チーム4回ずつ答えることができる。
3択やさしい
海外のやさしいエピソード問題を街の人々に解答してもらい、その中から「正解」と「不正解だがやさしい答え」2つの3つが提示。そのうちどれが正解かを当てる。
各チーム個人で解答し、正解した人数の多かったチームにポイント。
問題テーマ
初期では問題ごとにテーマタイトルが設けられていた。
ニッポン都道府県やさしい
日本各地のその土地ならではの「やさしい」仕組みや、とある地域のお店や会社が考えた「やさしい」アイデアを当てる。
ニッポンこの人やさしい
ある「やさしい」アイデアを生み出した人を取材し、どういうアイデアを思いついたかを当てる。
ニッポン粋なやさしい
日本ならではの粋な「やさしさ」を当てる。
ニッポン名所やさしい
日本各地の名所やそれにまつわるものに行われている「やさしさ」を当てる。
偉人やさしい
偉人が行った「やさしい」エピソードを当てる。
街角やさしい
街角にあるさまざまな「やさしい」アイデアを当てる。
実はこんなところに!?やさしい
普段の日常生活や一般的な動作の中に隠されたきめ細かい「やさしさ」を当てる。
あなたならどうするやさしい
さまざまなトラブルなどが起きた際の「やさしい」対応を当てる。
旅先であなたも出会えるやさしい
旅行先のホテルや旅館のおもてなしに隠された「やさしさ」を当てる。
ごちそうやさしい
日本各地の料理や名店に隠された「やさしさ」を当てる。
プロフェッショナルやさしい
さまざまな職業のプロが行っている「やさしい」アイデアや取り組みを当てる。

## 出演者
MC
- 内村光良（ウッチャンナンチャン）

アシスタント
- 加藤綾子（フリーアナウンサー）

レギュラー解答者
- 坂上忍
- 日村勇紀（バナナマン）

準レギュラー
- 蛭子能収
- 佐藤栞里
- 岡井千聖（当時℃-ute）
- 吉村崇（平成ノブシコブシ）
- 指原莉乃（当時HKT48）

## 主題歌（オープニングテーマ・エンディングテーマ）
- BABYMETAL「いいね!」

## 主なスタッフ
- ナレーション：服部潤、小峠英二（バイきんぐ）
- 企画・演出：木月洋介（フジテレビ）
- プロデューサー：堀川香奈（フジテレビ）、田岸宏一（クロスエイト）、鈴木康祝（イースト・エンタテインメント）
- チーフプロデューサー：浜野貴敏（フジテレビ）
- 制作協力：EAST ENTERTAINMENT
- 制作：フジテレビ編成制作局制作センター第2制作室
- 制作著作：フジテレビ

## ネット局
| 放送対象地域   | 放送局                    | 系列                                         | 放送時間           | 備考       |
| -------------- | ------------------------- | -------------------------------------------- | ------------------ | ---------- |
| 関東広域圏     | フジテレビ（CX）          | フジテレビ系列                               | 火曜 19:57 - 20:54 | 制作局     |
| 北海道         | 北海道文化放送（uhb）     | フジテレビ系列                               | 火曜 19:57 - 20:54 | 同時ネット |
| 岩手県         | 岩手めんこいテレビ（mit） | フジテレビ系列                               | 火曜 19:57 - 20:54 | 同時ネット |
| 宮城県         | 仙台放送（OX）            | フジテレビ系列                               | 火曜 19:57 - 20:54 | 同時ネット |
| 秋田県         | 秋田テレビ（AKT）         | フジテレビ系列                               | 火曜 19:57 - 20:54 | 同時ネット |
| 山形県         | さくらんぼテレビ（SAY）   | フジテレビ系列                               | 火曜 19:57 - 20:54 | 同時ネット |
| 福島県         | 福島テレビ（FTV）         | フジテレビ系列                               | 火曜 19:57 - 20:54 | 同時ネット |
| 新潟県         | 新潟総合テレビ（NST）     | フジテレビ系列                               | 火曜 19:57 - 20:54 | 同時ネット |
| 長野県         | 長野放送（NBS）           | フジテレビ系列                               | 火曜 19:57 - 20:54 | 同時ネット |
| 静岡県         | テレビ静岡（SUT）         | フジテレビ系列                               | 火曜 19:57 - 20:54 | 同時ネット |
| 富山県         | 富山テレビ（BBT）         | フジテレビ系列                               | 火曜 19:57 - 20:54 | 同時ネット |
| 石川県         | 石川テレビ（ITC）         | フジテレビ系列                               | 火曜 19:57 - 20:54 | 同時ネット |
| 福井県         | 福井テレビ（FTB）         | フジテレビ系列                               | 火曜 19:57 - 20:54 | 同時ネット |
| 中京広域圏     | 東海テレビ（THK）         | フジテレビ系列                               | 火曜 19:57 - 20:54 | 同時ネット |
| 島根県・鳥取県 | 山陰中央テレビ（TSK）     | フジテレビ系列                               | 火曜 19:57 - 20:54 | 同時ネット |
| 岡山県・香川県 | 岡山放送（OHK）           | フジテレビ系列                               | 火曜 19:57 - 20:54 | 同時ネット |
| 広島県         | テレビ新広島（tss）       | フジテレビ系列                               | 火曜 19:57 - 20:54 | 同時ネット |
| 愛媛県         | テレビ愛媛（EBC）         | フジテレビ系列                               | 火曜 19:57 - 20:54 | 同時ネット |
| 高知県         | 高知さんさんテレビ（KSS） | フジテレビ系列                               | 火曜 19:57 - 20:54 | 同時ネット |
| 佐賀県         | サガテレビ（STS）         | フジテレビ系列                               | 火曜 19:57 - 20:54 | 同時ネット |
| 長崎県         | テレビ長崎（KTN）         | フジテレビ系列                               | 火曜 19:57 - 20:54 | 同時ネット |
| 熊本県         | テレビくまもと（TKU）     | フジテレビ系列                               | 火曜 19:57 - 20:54 | 同時ネット |
| 大分県         | テレビ大分（TOS）         | 日本テレビ系列 フジテレビ系列                | 火曜 19:57 - 20:54 | 同時ネット |
| 宮崎県         | テレビ宮崎（UMK）         | フジテレビ系列 日本テレビ系列 テレビ朝日系列 | 火曜 19:57 - 20:54 | 同時ネット |
| 鹿児島県       | 鹿児島テレビ（KTS）       | フジテレビ系列                               | 火曜 19:57 - 20:54 | 同時ネット |
| 沖縄県         | 沖縄テレビ（OTV）         | フジテレビ系列                               | 火曜 19:57 - 20:54 | 同時ネット |
| 青森県         | 青森テレビ（ATV）         | TBS系列                                      | 不定期放送         | 遅れネット |
| 山口県         | テレビ山口（tys）         | TBS系列                                      | 不定期放送         | 遅れネット |
| 近畿広域圏     | 関西テレビ（KTV）         | フジテレビ系列                               | 不定期放送         | 遅れネット |
| 福岡県         | テレビ西日本（TNC）       | フジテレビ系列                               | 不定期放送         | 遅れネット |

- あくまでローカルセールス枠の番組のため、局の都合により臨時非ネットもしくは（フジテレビと同時刻放送となったとしても）遅れネットとなることがあった。